# Medaille voor Militaire Artsen en Chirurgen
De Medaille voor Militaire Artsen en Chirurgen (Duits: Medaille für Militär-Ärzte und Chirurgen) was een Oostenrijkse onderscheiding. De medaille werd in 1785 door keizer Jozef II van het Heilige Roomse Rijk gesticht. De militaire artsen van de Oostenrijkse legers werden in deze tijd voor het eerst onderscheiden voor hun prestaties. 